# 姚旭
姚旭（1417年—1486年），字景暘，號菊泉，直隸安慶府桐城縣人，民籍，明朝政治人物。進士出身。

## 生平
景泰元年（1450年）庚午科應天府鄉試第一百三十二名。景泰二年（1451年）辛未科會試第一百十九名，殿試登進士第三甲第九十二名。授刑科給事中，天順初，以與御史爭坐次，謫鄭州判官。其後朝議卒從所爭，科居道上。成化初，擢南安府知府，有惠政，南安鄧璵作《循吏傳》，稱爲“廉敏仁恕”。仕績詳載《南安府志》《江南通志》及《先德傳》《明史·循吏傳》。擢雲南右參政。年六十四，成化六年告歸。成化二十二年丙午六月廿二日卒，年七十。

## 家族
曾祖姚子華。祖父姚仲義。父亲姚宗顯。母范氏。慈侍下。兄昱、旻、㫤。弟昭。娶余氏。